# Pedrito el Drito
Pedrito el Drito è un personaggio umoristico dei fumetti creato nel 1951 da Antonio Terenghi ed uno dei più longevi personaggi della storia del fumetto italiano. Dagli anni sessanta alla creazione delle sue avventure hanno collaborato altri autori come Alfredo Castelli.

## Storia editoriale
In principio il personaggio era caratterizzato come un cow-boy del far west e le sue avventure comparivano in appendice in albi a striscia come Forza John e Rocky Rider, pubblicati dall'editore Cino del Duca. Forte del successo ottenuto fra i giovani lettori divenne sceriffo diventando un personaggio fisso pubblicato su Il Monello e sugli Albi dell'Intrepido.
Storie particolarmente sviluppate vennero edite su Pedritissimo, anche se un progetto di trasformare questa pubblicazione in un periodico regolare non venne mai concretizzata. Il personaggio è comparso inoltre su pubblicazioni di altre case editrici come il Corriere dei Piccoli e in un numero di Fumetti d'Italia e in un volume a lui dedicato edito dalla Sergio Bonelli nella collana I Grandi Comici del Fumetto.

## Il personaggio
Il personaggio indossa un piccolo cappello nero da cowboy, sproporzionato rispetto al capo; è completamente calvo, con lunghi baffi a manubrio, con la classica stella da sceriffo appuntata sul petto, gilet nero e stivali rossi; fa lo sceriffo in un'immaginaria città di frontiera vicina al Messico, Tapioka City, ed è protagonista di improbabili avventure con prepotenti della zona. Ama in realtà la vita tranquilla, fatta di partite a scopone e bevute di barbera al saloon.
A movimentare la sua esistenza, già di per sé resa ansiosa dalle bande di teppisti che infestano la zona e che disturbano il suo quieto vivere, ci pensa l'indomita quanto fedele consorte Paquita (ispirata all'inseparabile vera moglie di Terenghi, Natalina Luceri, detta la Terenghina, letterista del fumetto), spesso sorpresa, nelle tavole disegnate a tutto tondo da Terenghi, a inseguire il marito per punirlo delle malefatte a colpi di matterello.

## Ambientazione
Luoghi centrali delle avventure sono, oltre le strade di Tapioka City e il saloon punto di ritrovo dei suoi abitanti, il villaggio dei Pistilli Forellati e quello degli Alluci Allucinanti, sedi di tribù di bonari indiani pellerossa. Talvolta nei manifesti sul recinto della riserva dei Pistilli Forellati appaiono, dissimulati fra altri, i volti di personaggi conosciuti del vecchio west come Jesse James, Billy the Kid, Calamity Jane, i capi indiani Geronimo e Toro Seduto nonché la superdiva del circo di Buffalo Bill Annie Oakley.

## Comprimari
Diversi sono i comprimari della serie:
- Gli abitanti di Tapioka City
- Joe Bardolin, amico di Pedrito
- Il cavallo di Pedrito
- Sam, padrone del saloon di Tapioka City
- I frequentatori del saloon
- Le mogli degli ubriaconi di Tapioka City
- I sette fratelli De Nanis, malfattori
- Latticino Fiordimenta, moralista
- Tony Terry, malvagio candidato a sceriffo di Tapioka City
- Chon Laney, il malvagio sgherro di Tony Terry (può nascondere la sua identità)
- I Pistilli Forellati, tribù indiana
- Pistillo Tonante, guerriero
- Pistillo Fumante, capo dei Pistilli Forellati
- Luna Nascente e Piuma di struzzo, personaggi della telenovela amata da Pistillo Fumante
- Le zitelle della Z.I.A.
- Ted e Bill, amici di Pedrito
- Gli Alluci allucinanti, tribù indiana
- Alluce Smisurato, capo degli Alluci Allucinanti
- Gli Schuhnagelmagensteptanztruppe, gruppo di ballo etnico
- Paquita, moglie di Pedrito